# Rytis Leliūga
Rytis Leliūga (født 4. januar 1987) er en litauisk fodboldspiller, som senest har spillet for HB Køge. Han har desuden tidligere spillet for engelske Exeter City og norske Bryne FK. Leliūga er en hurtig, pågående og en driblestærk kantspiller og han kan både benyttes i højre- og venstresiden på midtbanen.

## Klubkarriere

### Exeter City
Han underskrev kontrakt med den engelske fodboldklub Exeter City i begyndelsen af 2005/2006-sæsonen. Han nåede kun at spille få kampe før han fik sin kontrakt ophævet. Han skiftede derefter til norske Bryne FK.

### Bryne FK
Efter at være blevet løsladt fra Exeter City underskrev han den 1. juli 2006 en kontrakt med den norske 1. divisions-klub Bryne FK, som løb frem til slutningen af sæsonen.

### HB Køge
I januar 2007 blev han overtalt til at skifte til den danske fodboldklub HB Køge af træneren Aurelijus Skarbalius. Han forlod klubben i 2010, da man valgte ikke at forlænge hans kontrakt.

## International karriere
Leliūga er fra Litauen, og har flere gange optrådt på aldersbaserede landshold.